# Lil Nat
Natalie "Lil Nat" Barrington é uma personalidade de rádio americana. Lil Nat é a ex-anfitriã das noites Hot 97 e 98,7 Kiss FM da cidade de Nova York. Actualmente, ela apresenta o programa de rádio no horário nobre Digital Empire Nation on e One West Radio (107FM).
Lil Nat nasceu em Brooklyn, em Nova York, filha de pais jamaicanos. Ela então seguiu uma carreira na dança. Devido a uma lesão, ela viu-se forçada a mudar de especialização para Cinema, Artes, Televisão e Rádio na NYU. Enquanto recebia o seu diploma, ela teve o seu próprio R&B Radio Show e entrevistou artistas famosos como Erykah Badu.

## Carreira
Nat recebeu um estágio na Emmis Communications, num ano foi promovida a produtora assistente do programa The Isaac Hayes Morning. Nessa época também foi responsável por publicidade de emissoras, onde conheceu o Dj Funkmaster Flex que lhe deu o nome de Lil Nat. Por fim, ela conseguiu o emprego na Hot 97 FM como apresentadora nocturna. Enquanto Nat fazia o seu programa, ela também era responsável pelas entrevistas nos bastidores em eventos importantes como Summer Jam e vários outros eventos da Hot 97. Emmis rapidamente decidiu mudar as coisas e mudou o programa noturno de Nat de Hot 97 para 98,7 Kiss FM. Lil Nat ficou em pernoites até a 98,7 se tornar na rádio Espn em 2012.
Em 2011, ela iniciou as produções NB, nas quais desenvolveu LilNat.com e iniciou a produção do seu programa de culinária.